# 綾菓
綾菓（りょうか、2月11日 - ） は、日本の通訳、翻訳家、歌手、作詞家。ローマ字表記は「RyoRca」。かつては「りお☆るか」と表記していた。 

## 略歴
シンガポール出身。その後、カナダへ留学し、ニューブランズウィック大学（University of New Brunswick）、上智大学出身。現在は東京都在住。
風葉のボーカルとしてではなく、本業の翻訳家活動としても活躍している。自動二輪の免許を所有している。
ボーカルとしては、低音域から高音域までを幅広く扱えゲーム楽曲などにも採用実績がある他、高い英訳スキルを活かした英語作詞や英語曲歌唱指導が出来る。(下記参照)

## 音楽活動
- 2000年頃、同人サークル「創作集団クエルフ」（後の大江戸宅急便の母体となる）にヴォーカリストとして参加。当時の名義は「りお☆るか」だった。2002年、渡辺製作所の同人ゲーム、「GLOVE ON FIGHT」のサウンドトラックに「Darling...Kiss immediate」（歌：桂木真優（現：真優））の英語ヴァージョン、「DaKiShiMeTe☆SparklingLove」の作詞、ヴォーカルを担当。来兎と出会うことになる。
- 2003年、同人サークル「フランスパン」開発制作の「バイクバンディッツ」主題歌「flyHigh」作詞
- 2004年末のコミックマーケットで頒布された同人ソフトRAGNAROK BATTLE OFFLINEが韓国のグラビティ社を通じて海外販売され、オープニング収録曲「砂塵の彼方へ」が韓国、台湾、タイ、インドネシア、マレーシアでも日本語歌詞のまま提供された。
- 2004年、業務用対戦格闘ゲーム「MELTY BLOOD Act Cadenza」OP/ED作詞、EDテーマ「終りない夢廻｣でボーカル。
- 2005年、来兎とユニット、「風葉」を結成。綾菓は主にコンセプトプロデュース、作詞、ヴォーカルを担当。
- 2006年、PS2移植版「MELTY BLOOD Act Cadenza」、OP曲「Blood Drain」ED曲「Everlasting Destiny」「静寂のフォルティッシモ」「wandering in torture」、"月光"ステージBGM「月隠れの間に」作詞
- 2006年、多関節動画職人南向春風制作によるFLASHムービー「小鳩ヶ丘高校女子ぐろ〜部 Gleam of Force」に「Infinity and Beyond」の作詞・ボーカルを担当。
- 2006年、韓国製ゲーム「DJMAX」の挿入歌「Stars in your eyes」にbermei.inazawa feat. RyoRcaとして参加。2007年、真優とユニット、「まゆりょか?」を結成。ミニアルバム「気になる、気になる」を2008年5月にリリースした。
- 2008年、「フランスパン」制作の同人対戦格闘ゲーム「小鳩ヶ丘高校女子ぐろ〜部 Gleam of Force」にて「無敵のperfect game!」「Never Over」を作詞
- 2008年、ぺーじゅんとコラボレーションしたシングル「魂の迷宮へ」をリリース。
- 2009年、テレビ神奈川の番組放送「アニソン★カフェゆめが丘」主題歌「ヒ・ミ・ツの☆にゅ～すっ！」作詞
- 2009年、作曲家である安斎孝秋とのユニット「暁風（あけかぜ）」を結成する。
- 2010年、ぱんたんず制作による幻想エアリーにて「ユアハイネス☆マイプリンセス」を作詞１０万再生達成、幻想エアリーの作詞全般を手がける。
- 2013年、業務用対戦格闘ゲーム「アンダーナイトインヴァース」作詞、及び英語表記監修

### 作詞
- 真優
  - 「天使の堕落 悪魔の慈愛」「風と光と魔法と」「巡る季節の折に」
- Rita
  - 「道の先、空の向こう」「夜明けのプリズム」（「ヨスガノソラ」主題歌）
- Lia
  - pure rain
- 碧陽学園生徒会
  - 「妄想☆ふぇてぃっしゅ!」（アニメ「生徒会の一存」エンディングテーマ）
- 宮野真守
  - 逆さま地球、僕のマニュアル
- ペルソナ4のゲーム主題歌およびアニメ第一話の主題歌の英詞を作詞

## 翻訳活動
- 主にゲーム、漫画、アニメ関係の日英訳を担当している。また、テレビ番組「世界まる見え!テレビ特捜部」、「奇跡体験!アンビリバボー」の番組制作に携わったこともあり、通訳としてTVに出演したこともある。2008年正月に放送した「大笑点 日米大食い選手権」では、米国人チャレンジャーの通訳を担当したが、「どんな食べ物でも食ってやる」と珍訳したこともある。
- コミックス「桜蘭高校ホスト部」8～10巻を英訳
- コミックス葉鳥ビスコ著 「千年の雪」1～2巻英訳
- 業務用カードゲーム「ハローキティとまほうのエプロン」英訳